# Film d'art
À ne pas confondre avec le film d'auteur.
Pour la classification des cinémas en France, gérée par l'État, voir Art et essai (salle de cinéma).
Un film d'art, ou film d'art et essai, est généralement un film indépendant, destiné à un marché de niche plutôt qu'à un public de masse. Contrairement aux œuvres à caractère hollywoodien (généralement de caractère plus commercial, bien qu'il existe également de nombreux films d'art réalisés aux États-Unis) s'adressant à un public de masse, le « film d'art » est « destiné à être une œuvre artistique sérieuse, souvent expérimentale et non conçue pour un attrait de masse », « réalisé principalement pour des raisons esthétiques plutôt que pour le profit commercial », et contient « un contenu non conventionnel ou hautement symbolique ». Le terme est beaucoup plus utilisé en des pays anglophones Amérique Du Nord, au Royaume-Uni et en Australie, par rapport au reste de l'Europe, où il est davantage associé aux films originaux et au cinéma national.

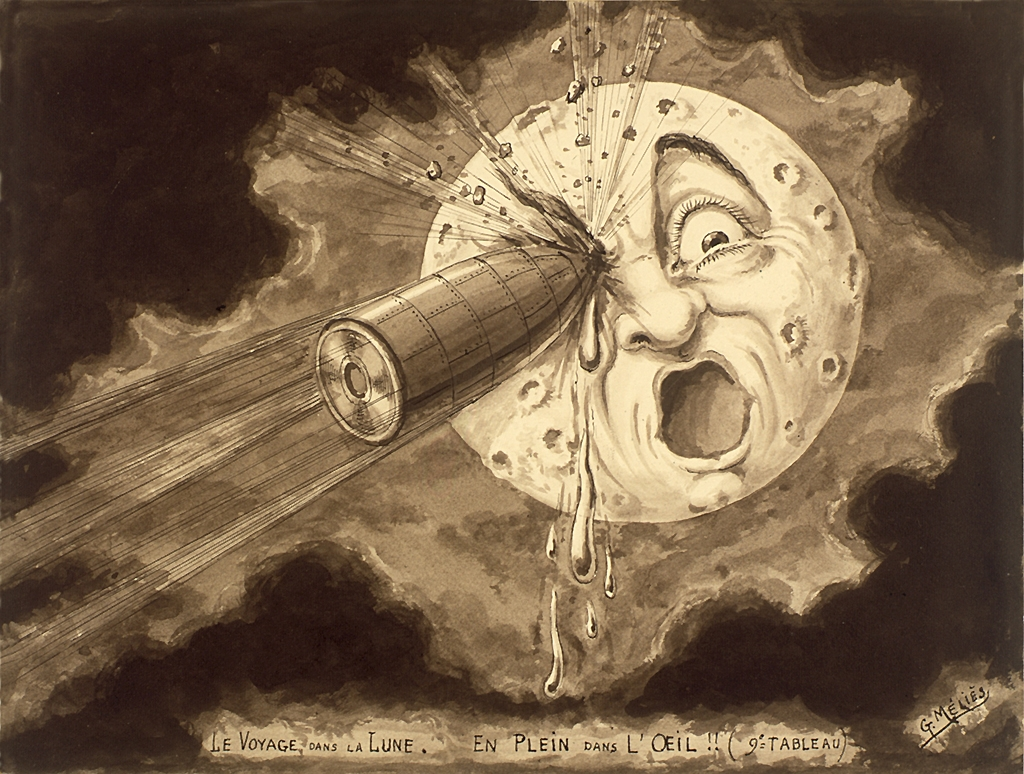
Le Voyage dans la Lune (1902), réalisé par Georges Méliès, peut être considéré comme le premier film d'art du cinéma.

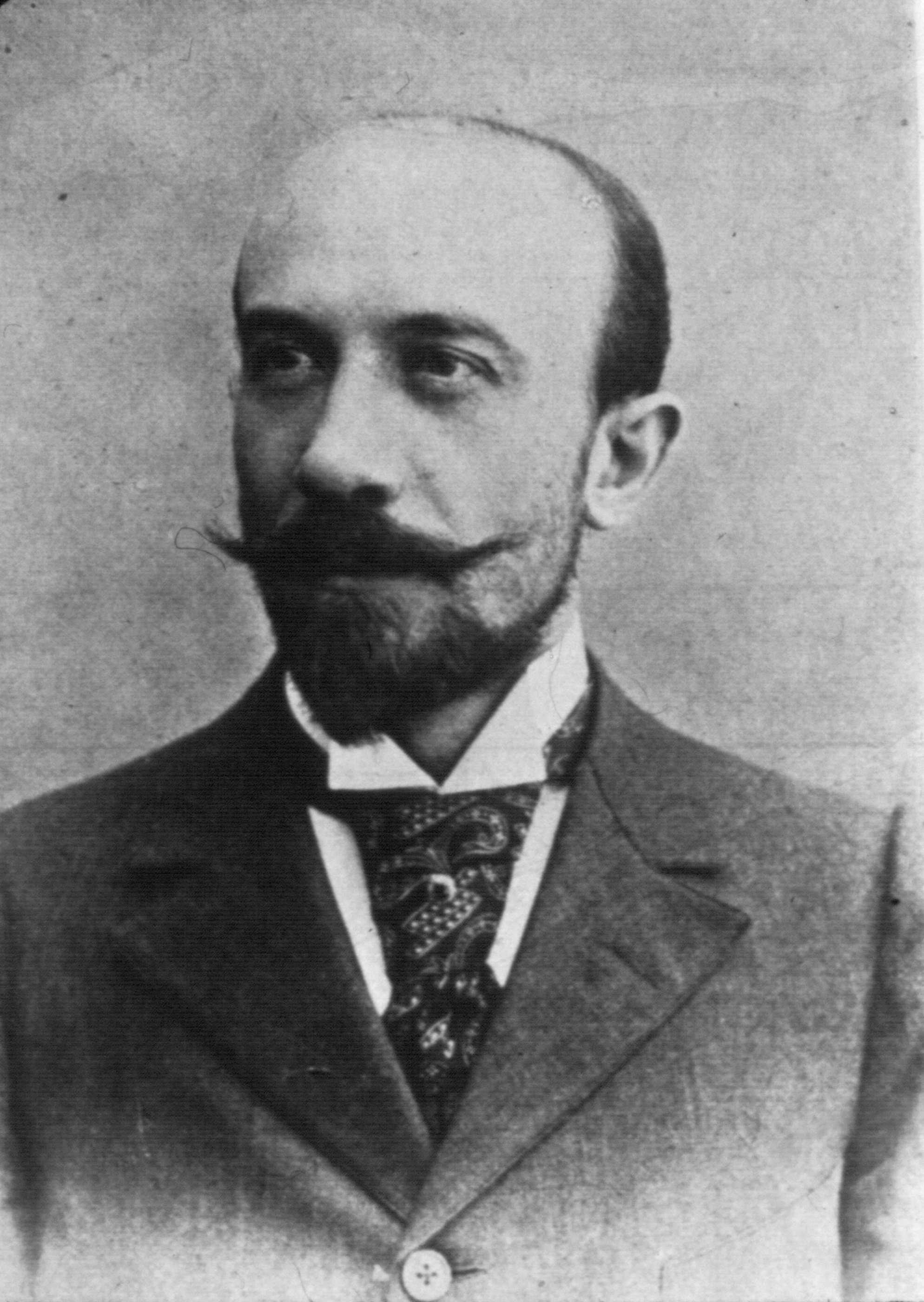
Georges Méliès.

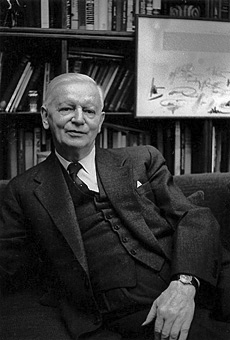
Carl Theodor Dreyer photographié ici en 1965, il a réalisé le film muet de 1928, La Passion de Jeanne d'Arc.

Dans plusieurs pays occidentaux , les « films d'art » sont souvent projetés lors de festivals de cinéma ainsi que dans des salles spécifiques (connues sous le nom de « cinémas de répertoire » ou, aux États-Unis, « cinémas d'art »). Comme elles s'adressent à un public restreint et de niche, ce sont des œuvres qui obtiennent rarement le soutien financier nécessaire pour disposer de gros budgets typiques des films à succès. Les réalisateurs du « cinéma d'art » compensent ces restrictions en créant un type de film différent, qui adopte généralement des acteurs moins connus (voire amateurs) et des décors modestes pour réaliser des œuvres beaucoup plus axées sur le développement d'idées, l'exploration de nouvelles techniques narratives et de nouvelles conventions cinématographiques éprouvantes. Pour leur promotion, les « films d'art » dépendent de la publicité générée par les critiques de cinéma, des discussions sur l'œuvre par des chroniqueurs artistiques, des commentateurs et des blogueurs, et de la promotion du bouche à oreille par le public. Étant donné que les films d’art ont un faible coût d’investissement initial, ils n’ont besoin que de plaire à une petite partie du public général pour devenir financièrement viables.
Les critiques de cinéma et les spécialistes des études cinématographiques définissent généralement un film d'art comme possédant « des qualités formelles qui les distinguent des films hollywoodiens traditionnels ». Ces qualités peuvent inclure (entre autres éléments): un sens du réalisme social ; l'accent mis sur l'expressivité auctoriale du réalisateur; et l'accent mis sur les pensées, les rêves ou les motivations des personnages, par opposition au déroulement d'une histoire claire et axée sur un objectif. Les spécialistes du cinéma David Bordwell et Barry Keith Grant décrivent le cinéma d'art comme « un genre cinématographique, avec ses propres conventions distinctes ».

Ces films contrastent fortement avec les films à succès grand public, qui sont généralement davantage axés sur la narration linéaire et le pur divertissement. Le critique de cinéma Roger Ebert a qualifié le film réussi de Wong Kar-wai, Chungking Express, un film d'art de 1994 acclamé par la critique, de « une expérience en grande partie cérébrale » que l'on apprécie « à cause de ce que l'on sait du cinéma ». Cela dit, certains films d'art peuvent élargir leur attrait en proposant certains éléments de genres plus familiers comme le documentaire ou la biographie.
Au fil du temps, le terme commença également à être utilisé pour désigner des œuvres cinématographiques expérimentales considérées comme « d'avant- garde ».

## Histoire
Les films d'art sont apparus en France en 1908, à l'initiative de l'homme d'affaires Paul Laffitte, qui fonda la société Le Film D'Art avec l'intention d'amener les intellectuels au cinéma. À cette fin, la société a réalisé des versions cinématographiques d'œuvres littéraires d'auteurs célèbres, tels que Charles Baudelaire, Émile Zola, Victor Hugo, Gustave Flaubert, Honoré de Balzac, Molière et d'autres.
Louis Feuillade, directeur du studio Gaumont, s'oppose à ce type d'intellectualisme et conduit son studio à produire environ 80 films par an dans tous les genres, dont des comédies, des drames quotidiens, des épopées et des mélodrames, mais ce sont ses films policiers qui lui a valu une renommée en France et aux États-Unis.

## Film muet

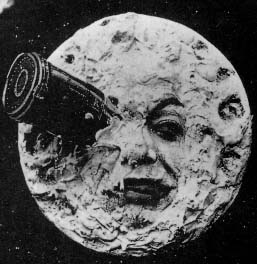
Affiche du film Le Voyage dans la Lune (1902).

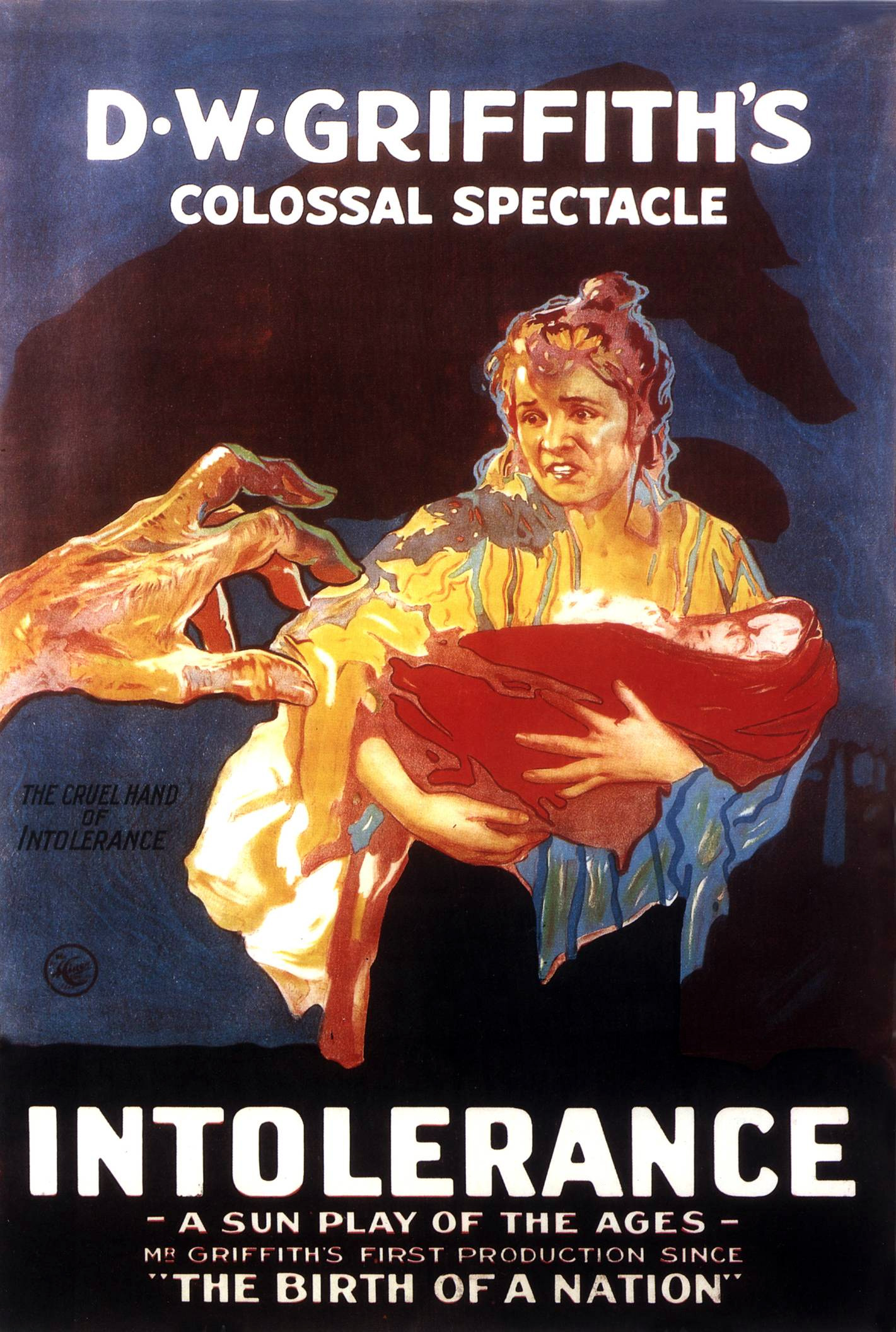
Affiche du film Intolérance (1916)

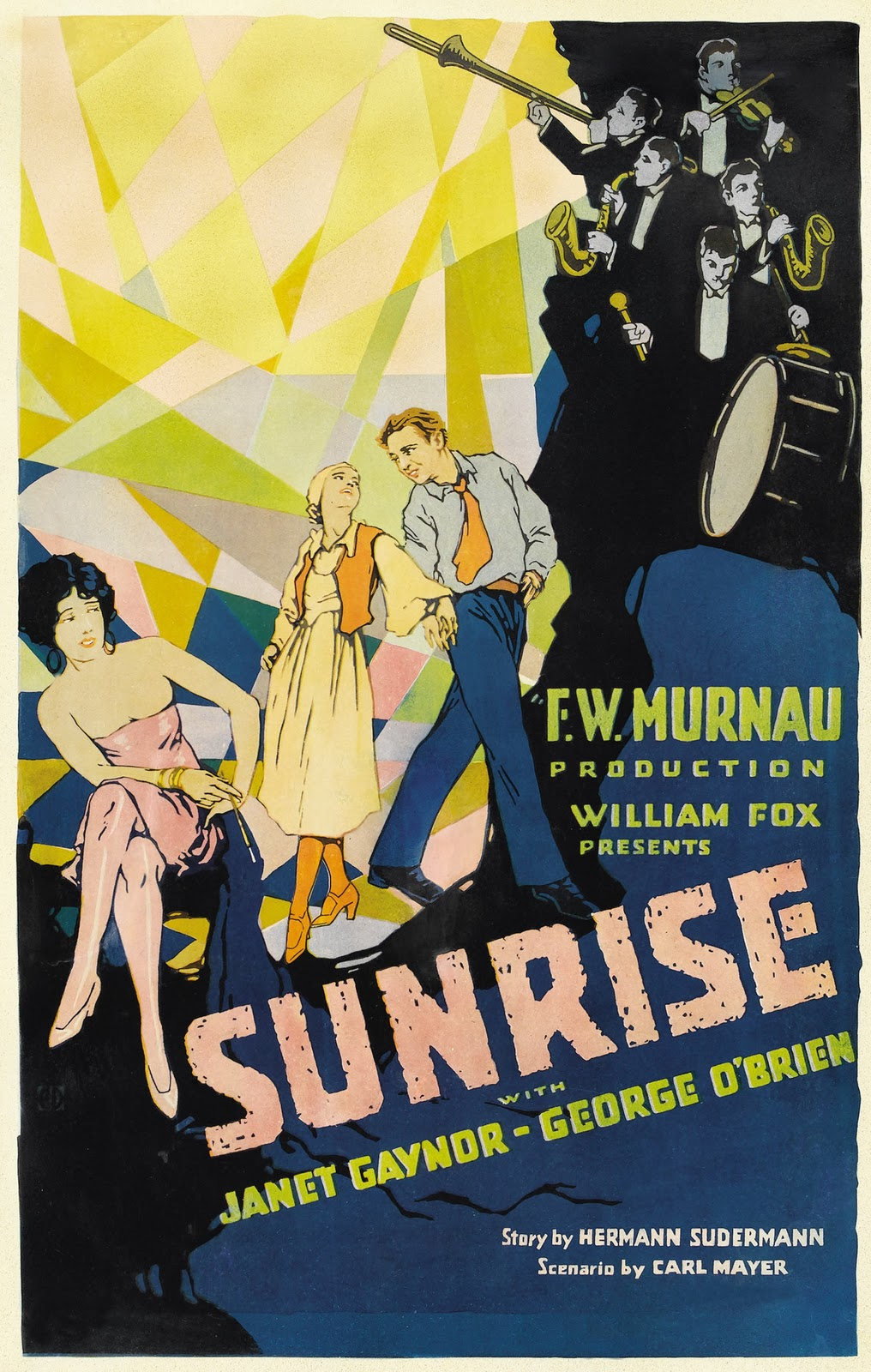
Affiche du film L'Aurore (1927).

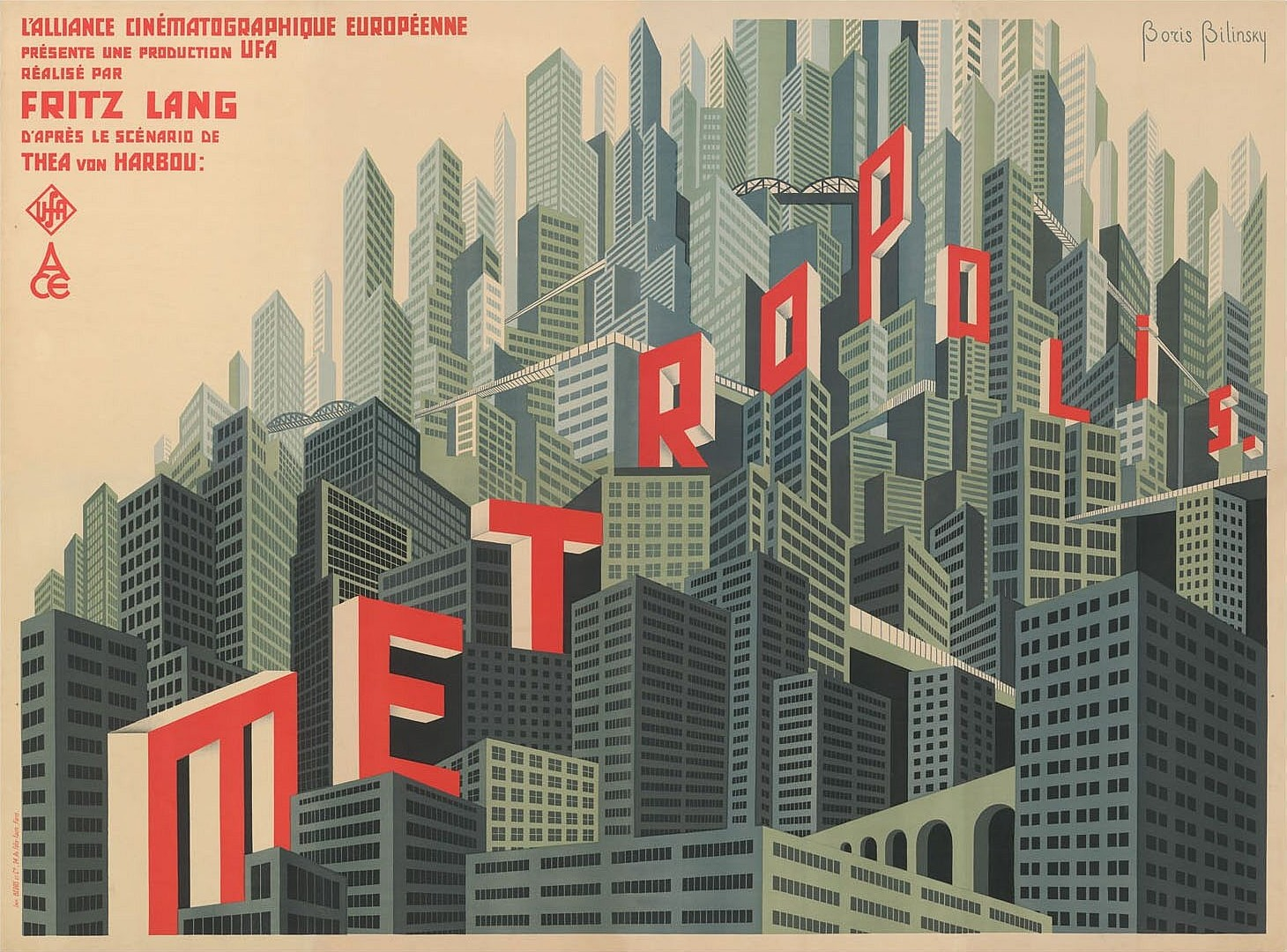
Affiche du film Metropolis (1927).

Pendant la Première Guerre mondiale, le réalisateur américain D. W. Griffith a produit Intolérance, un long métrage muet épique de trois heures qui, avec son autre film Naissance d'une nation, est devenu deux des plus grands films de l'ère muette.
En 1921, l'expressionnisme allemand atteint le cinéma avec Le Cabinet du docteur Caligari de Robert Wiene. Ce mouvement se caractérise, au cinéma, par une stylisation extrême des décors de tournage, des performances, des éclairages et des angles de caméra. D'autres cinéastes notables de ce mouvement étaient Friedrich Wilhelm Murnau, avec Nosferatu en 1922 et L'Aurore en 1927, et Fritz Lang, avec Metropolis en 1927.
En France, la fin de la guerre donne naissance à l'impressionnisme, avec Louis Delluc, Marcel L'Herbier, Jean Epstein, Abel Gance et Germaine Dulac comme principales expressions au cinéma. Les impressionnistes sont Napoléon (1927) et La Souriante Madame Beudet (1922), ce dernier étant considéré comme le premier film féministe.

## Critique
Les critiques des films d'art incluent le fait qu'ils sont trop prétentieux et indulgents pour le grand public.
Le critique de cinéma de LA Weekly, Michael Nordine, a cité les films Gummo (1997) comme étant un « film d'exploitation d'art et d'essai » et Amours chiennes (2000) illustrant « le stéréotype d'art et d'essai consistant à présenter plus de chiens morts que Where The Red Fern Grows et tous les autres ».
D'autres critiques considèrent cependant le terme « film d'art » entouré d' ambivalence, le considérant même comme un faux dilemme, car tout film serait de l'art en soi.
Un certain degré d’expérience et de connaissances est généralement requis pour bien comprendre ou apprécier ces films.